# ایستگاه فضایی میر
ایستگاه فضایی میر یک ایستگاه مدارگرد شوروی و بعد از آن روسیه بود. میر نخستین ایستگاه پژوهشی بشری در فضا بود که انسان به‌طور درازمدت در آن سکونت داشت. ساخت این ایستگاه مداری در سال ۱۹۸۶ م. آغاز شد و پس از تکمیل تدریجی در طی مدت ده سال، تبدیل به بزرگ‌ترین سازهٔ فضایی ساخت بشر شد و این رکورد را تا سال ۲۰۰۱ حفظ کرد. ایستگاه میر جایگاهی برای انجام مطالعات علمی در زمینه‌های گوناگون بود که از میان آن‌ها می‌توان به زیست‌شناسی، فیزیک، اخترشناسی و هواشناسی اشاره کرد. فناوری‌هایی که با کمک ایستگاه میر توسعه یافتند، امکان زندگی دائم انسان در فضا را فراهم کردند.
رکورد طولانی‌ترین اقامت پیوستهٔ و نا پیوسته انسان در فضا توسط والری پلیاکوف پزشک و کیهان‌نورد روسی در ایستگاه میر شکسته شد و تا به امروز پابرجا است. مدت رکورد پیوسته وی ۴۳۷ روز و ۱۸ ساعت (بیش از ۱۴ ماه پیوسته) می‌باشد.
افزون‌بر فضانوردان شوروی سابق و روسیه، فضانوردان ۱۲ کشور دیگر از طریق برنامه‌های بین‌المللی همکاری فضایی مانند اینترکاسموس، یورومیر و میر-شاتل فرصت پرواز، زندگی و پژوهش در ایستگاه میر را یافتند. فضاپیماهای سایوز و پروگرس به ترتیب ابزار اصلی انتقال فضانورد و بار به ایستگاه بودند. طی برنامهٔ میر-شاتل، از فضاپیماهای شاتل آمریکا نیز برای حمل فضانورد و بار به ایستگاه استفاده شد.

## ریشه‌شناسی نام
میر (мир) در روسی به معنای صلح یا جهان است.

## از مدار بیرون‌کردن ایستگاه
پس از توافق روسیه مبنی بر همکاری در ساخت ایستگاه فضایی بین‌المللی، دیگر از این پروژه حمایت مالی نکرد و تصمیم به بیرون‌کردن آن از مدار گرفت. در عملیاتی که بزرگ‌ترین ورود دوبارهٔ سفینه‌های فضایی به کرهٔ زمین تاکنون می‌باشد، ایستگاه میر در تاریخ ۲۳ مارس ۲۰۰۱ از مدار خارج شد.